# Vincente Cucchi
Vincente Cucchi, née en 1958 à Bonifacio, est une militante écologiste et nationaliste corse, engagée dans la protection de l'environnement et la lutte contre la spéculation immobilière en Corse. 
Elle fonde l’Association ABCDE pour défendre le patrimoine naturel du sud de la Corse face à l’urbanisation croissante et à la privatisation des côtes.

## Biographie

### Origines et enfance
Vincente Cucchi naît vers 1958 à Bonifacio. Son engagement pour la protection de l’environnement trouve ses racines dans son enfance, notamment au travers des documentaires du commandant Jacques-Yves Cousteau et de ses expériences dans l’école de voile des Glénans. 

### Lutte contre l’urbanisation du littoral
En tant que présidente d’ABCDE, Vincente Cucchi mène plusieurs actions judiciaires contre des projets immobiliers illégaux ou menaçant l’environnement. La presqu’île de Cala Longa, où se trouve le domaine de Spérone, est un secteur très prisé, où les résidences se louent à plusieurs milliers d’euros par semaine. Elle dénonce l’urbanisation croissante qui privatise les paysages et restreint l’accès des habitants aux côtes. Elle critique particulièrement les constructions fermées par des murs et des dispositifs de surveillance, qu’elle juge contraires aux traditions corses fondées sur la proximité et le partage des espaces ouverts.
En 2004, elle s'oppose à Christine Ockrent, qui tente de diviser une parcelle pour obtenir un nouveau permis de construire en violation des règles d'urbanisme. Sous la pression des écologistes, ce permis est retiré.
Le 9 octobre 2009, elle obtient, devant le tribunal administratif de Bastia, l’annulation définitive du permis de construire de Jacques Séguéla, qui prévoyait une villa de 568 m2 sur le site protégé de Cala Longa, près de Bonifacio. Lors de cette audience, ABCDE avait également demandé l’annulation de six autres permis de construire, obtenant gain de cause pour cinq d’entre eux,,.
Depuis 2010, Vincente Cucchi lutte contre la construction d’un complexe touristique à Rondinara, un site inconstructible. Elle conteste un permis obtenu tacitement, empêchant toute opposition légale. Après plusieurs décisions judiciaires, la Cour de cassation valide son action en 2017 et renvoie l’affaire en appel. Le 16 mai 2022, la cour d’appel condamne les promoteurs à verser 100 000 euros de dommages et intérêts à ABCDE.

### Pressions et intimidations
En raison de son engagement militant, elle est victime de multiples actes d'intimidation. Son véhicule est incendié avec un cocktail Molotov, le bateau de son mari, pêcheur, est retrouvé coulé dans le port, et l’appartement de ses parents est détruit par un incendie. Elle refuse également des dons destinés à son association, qu'elle considère comme des tentatives de corruption visant à influencer son action,.
Ces prises de position lui valent des critiques, notamment de certains responsables politiques corses. En septembre 2009, Ange Santini, président du conseil exécutif de Corse, la qualifie d’« ayatollah verte » et de « prêtresse de la nature vierge ». Elle rejette ces accusations, affirmant mener un combat fondé sur le respect du droit plutôt que sur un dogmatisme écologique.